# NGC 5962
NGC 5962 (другие обозначения — UGC 9926, MCG 3-40-11, ZWG 107.12, IRAS15342+1646, PGC 55588) — спиральная галактика (Sc) в созвездии Змея.
Этот объект входит в число перечисленных в оригинальной редакции «Нового общего каталога».

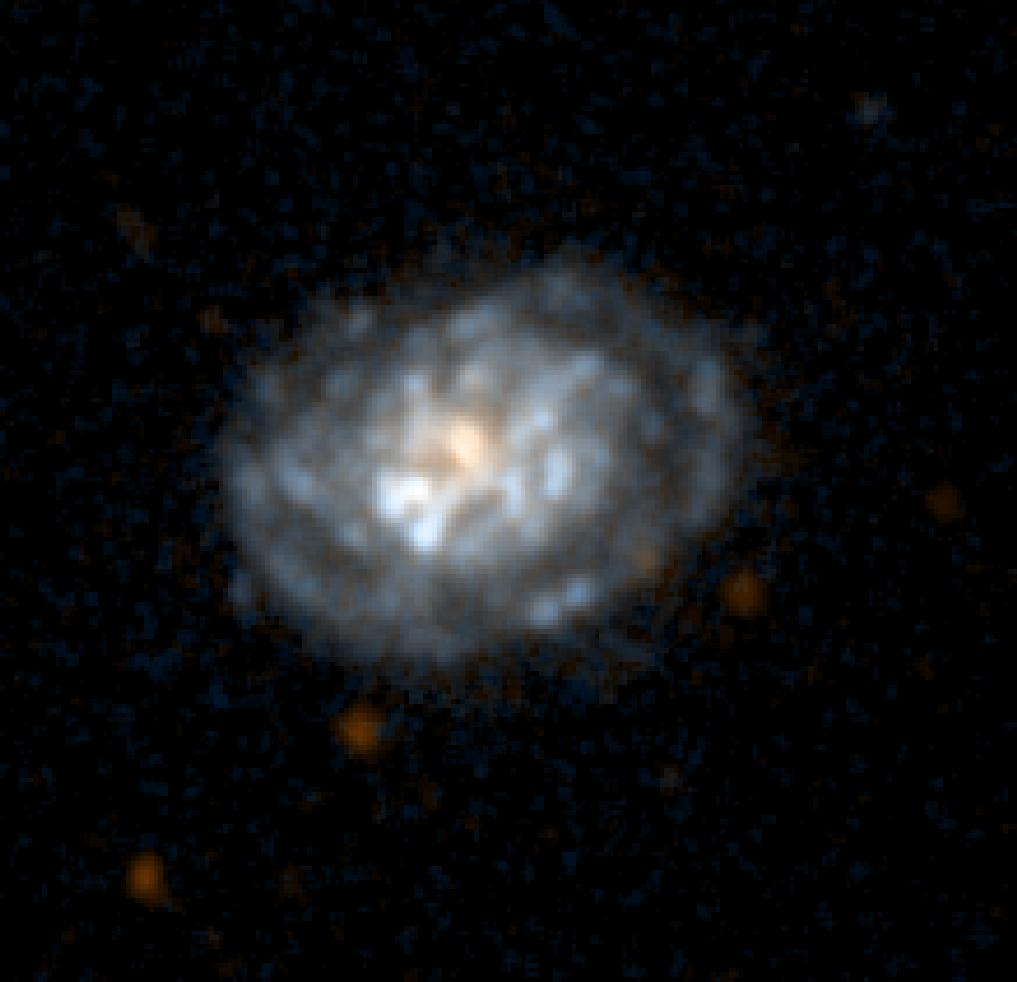
Снимок галактики в ультрафиолетовом спектре